# 400 mètres masculin aux championnats du monde d'athlétisme 2017
Pour un article plus général, voir Championnats du monde d'athlétisme 2017.
Navigation
Pékin 2015 Doha 2019
L'épreuve du 400 mètres masculin des championnats du monde de 2017 se déroule du 5 au 8 août 2017 dans le Stade olympique de Londres, au Royaume-Uni. Elle est remportée par le Sud-africain Wayde van Niekerk.

## Critères de qualification
Pour se qualifier pour les championnats, il faut avoir réalisé 45 s 50 ou moins entre le 1er octobre 2016 et le 23 juillet 2017.

## Médaillés
| Or                | Argent          | Bronze           |
| Wayde van Niekerk | Steven Gardiner | Abdalelah Haroun |

## Résultats

### Finale
| Rang               | Couloir | Athlète           | Nationalité    | Temps   | Notes |
| ------------------ | ------- | ----------------- | -------------- | ------- | ----- |
| Médaille d'or      | 6       | Wayde van Niekerk | Afrique du Sud | 43 s 98 |       |
| Médaille d'argent  | 4       | Steven Gardiner   | Bahamas        | 44 s 41 |       |
| Médaille de bronze | 3       | Abdalelah Haroun  | Qatar          | 44 s 48 | SB    |
| 4                  | 9       | Baboloki Thebe    | Botswana       | 44 s 66 |       |
| 5                  | 5       | Nathon Allen      | Jamaïque       | 44 s 88 |       |
| 6                  | 8       | Demish Gaye       | Jamaïque       | 45 s 04 |       |
| 7                  | 2       | Fred Kerley       | États-Unis     | 45 s 23 |       |
| —                  | 7       | Isaac Makwala     | Botswana       | DNS     | [ 1 ] |

### Demi-finales
Les 2 premiers de chaque demi (Q) et les 2 plus rapides (q) se qualifient pour la finale.
| Rang | Série | Ligne | Nom                  | Nationalité        | Temps              | Notes |
| ---- | ----- | ----- | -------------------- | ------------------ | ------------------ | ----- |
| 1    | 1     | 5     | Steven Gardiner      | Bahamas            | 43 s 89            | Q, PB |
| 2    | 1     | 6     | Nathon Allen         | Jamaïque           | 44 s 19            | Q, PB |
| 3    | 2     | 6     | Wayde van Niekerk    | Afrique du Sud     | 44 s 22            | Q     |
| 4    | 3     | 5     | Isaac Makwala        | Botswana           | 44 s 30            | Q     |
| 5    | 2     | 5     | Baboloki Thebe       | Botswana           | 44 s 33            | Q     |
| 6    | 1     | 7     | Fred Kerley          | États-Unis         | 44 s 51            | q     |
| 7    | 3     | 6     | Demish Gaye          | Jamaïque           | 44 s 55            | Q     |
| 8    | 2     | 9     | Abdalelah Haroun     | Qatar              | 44 s 64            | q     |
| 9    | 2     | 2     | Matthew Hudson-Smith | Royaume-Uni        | 44 s 74            | SB    |
| 10   | 3     | 7     | Gil Roberts          | États-Unis         | 44 s 84            |       |
| 11   | 1     | 9     | Kévin Borlée         | Belgique           | 45 s 10            |       |
| 12   | 1     | 4     | Wilbert London III   | États-Unis         | 45 s 12            |       |
| 13   | 3     | 9     | Jamal Walton         | Îles Caïmans       | 45 s 16 (0.157 ms) |       |
| 14   | 1     | 3     | Óscar Husillos       | Espagne            | 45 s 16 (0.160 ms) | PB    |
| 15   | 2     | 4     | Lalonde Gordon       | Trinité-et-Tobago  | 45 s 20            |       |
| 16   | 3     | 3     | Jonathan Borlée      | Belgique           | 45 s 23            |       |
| 17   | 3     | 2     | Pavel Maslák         | République tchèque | 45 s 24            |       |
| 18   | 1     | 2     | Rafał Omelko         | Pologne            | 45 s 37            |       |
| 19   | 2     | 8     | Brian Gregan         | Irlande            | 45 s 42            |       |
| 20   | 2     | 7     | LaShawn Merritt      | États-Unis         | 45 s 52            |       |
| 21   | 3     | 8     | Machel Cedenio       | Trinité-et-Tobago  | 45 s 91            |       |
| 22   | 2     | 3     | Boniface Mweresa     | Kenya              | 45 s 93            |       |
| 23   | 3     | 4     | Davide Re            | Italie             | 45 s 95            |       |
| 24   | 1     | 8     | Dwayne Cowan         | Royaume-Uni        | 45 s 96            |       |

### Séries
Les 3 premiers (Q) et les 6 plus rapides (q) sont qualifiés pour les demi-finales.
| Rang | Série | Ligne | Nom                          | Nationalité                     | Temps   | Notes      |
| ---- | ----- | ----- | ---------------------------- | ------------------------------- | ------- | ---------- |
| 1    | 5     | 6     | Isaac Makwala                | Botswana                        | 44 s 55 | (Q)        |
| 2    | 4     | 7     | Steven Gardiner              | Bahamas                         | 44 s 75 | (Q)        |
| 3    | 3     | 6     | Baboloki Thebe               | Botswana                        | 44 s 82 | (Q)        |
| 4    | 6     | 6     | Nathon Allen                 | Jamaïque                        | 44 s 91 | (Q)        |
| 5    | 1     | 7     | Fred Kerley                  | États-Unis                      | 44 s 92 | (Q)        |
| 6    | 6     | 3     | Gil Roberts                  | États-Unis                      | 44 s 92 | (Q)        |
| 7    | 3     | 8     | Demish Gaye                  | Jamaïque                        | 44 s 92 | (Q)        |
| 8    | 5     | 9     | LaShawn Merritt              | États-Unis                      | 45 s 00 | (Q)        |
| 9    | 1     | 8     | Lalonde Gordon               | Trinité-et-Tobago               | 45 s 02 | (Q, SB)    |
| 10   | 5     | 2     | Jamal Walton                 | Îles Caïmans                    | 45 s 05 | (Q)        |
| 11   | 1     | 6     | Kévin Borlée                 | Belgique                        | 45 s 09 | (Q)        |
| 12   | 1     | 9     | Pavel Maslák                 | République tchèque              | 45 s 10 | (q, SB)    |
| 13   | 4     | 5     | Wilbert London III           | États-Unis                      | 45 s 10 | (Q)        |
| 14   | 5     | 5     | Óscar Husillos               | Espagne                         | 45 s 22 | (q, PB)    |
| 15   | 6     | 9     | Abdalelah Haroun             | Qatar                           | 45 s 27 | (Q)        |
| 16   | 2     | 5     | Wayde van Niekerk            | Afrique du Sud                  | 45 s 27 | (Q)        |
| 17   | 1     | 5     | Matthew Hudson-Smith         | Royaume-Uni                     | 45 s 31 | (q)        |
| 18   | 4     | 4     | Brian Gregan                 | Irlande                         | 45 s 37 | (Q)        |
| 19   | 3     | 3     | Dwayne Cowan                 | Royaume-Uni                     | 45 s 39 | (Q)        |
| 20   | 3     | 7     | Boniface Mweresa             | Kenya                           | 45 s 58 | (q)        |
| 21   | 3     | 9     | Rafal Omelko                 | Pologne                         | 45 s 69 | (q)        |
| 22   | 4     | 9     | Jonathan Borlée              | Belgique                        | 45 s 70 | (q)        |
| 23   | 2     | 2     | Davide Re                    | Italie                          | 45 s 71 | (Q)        |
| 24   | 4     | 8     | Luguelín Santos              | République dominicaine          | 45 s 73 |            |
| 25   | 5     | 3     | Raymond Kibet                | Kenya                           | 45 s 75 |            |
| 26   | 5     | 8     | Martyn Rooney                | Royaume-Uni                     | 45 s 75 |            |
| 27   | 2     | 3     | Machel Cedenio               | Trinité-et-Tobago               | 45 s 77 | (Q)        |
| 28   | 1     | 4     | Lucas Carvalho               | Brésil                          | 45 s 86 |            |
| 29   | 4     | 3     | Mamoudou Eliman Hanne        | France                          | 45 s 89 |            |
| 30   | 2     | 4     | Teddy Atine-Venel            | France                          | 45 s 90 |            |
| 31   | 2     | 6     | Yoandys Lescay               | Cuba                            | 45 s 93 |            |
| 32   | 5     | 7     | Renny Quow                   | Trinité-et-Tobago               | 45 s 95 |            |
| 33   | 6     | 4     | Muhammad Anas                | Inde                            | 45 s 98 |            |
| 34   | 1     | 3     | Lucas Búa                    | Espagne                         | 46 s 00 |            |
| 35   | 5     | 1     | Winston George               | Guyana                          | 46 s 02 |            |
| 36   | 2     | 1     | Luka Janežič                 | Slovénie                        | 46 s 06 |            |
| 37   | 1     | 2     | Collins Omae Gichana         | Kenya                           | 46 s 10 |            |
| 38   | 2     | 9     | Steven Solomon               | Australie                       | 46 s 27 |            |
| 39   | 3     | 4     | Samuel García                | Espagne                         | 46 s 37 |            |
| 40   | 3     | 2     | Pieter Conradie              | Afrique du Sud                  | 46 s 62 |            |
| 41   | 6     | 5     | Samson Oghenewegba Nathaniel | Nigeria                         | 46 s 63 |            |
| 42   | 3     | 1     | Warren Hazel                 | Saint-Christophe-et-Niévès      | 46 s 96 |            |
| 43   | 2     | 7     | Kimorie Shearman             | Saint-Vincent-et-les-Grenadines | 47 s 05 |            |
| 44   | 4     | 2     | Yilmar Herrera               | Colombie                        | 47 s 18 |            |
| 45   | 6     | 8     | Takamasa Kitagawa            | Japon                           | 47 s 35 |            |
| 46   | 6     | 7     | Karabo Sibanda               | Botswana                        | 47 s 44 |            |
| 47   | 1     | 1     | Bachir Mahamat               | Tchad                           | 47 s 50 |            |
| 48   | 5     | 4     | Sailosi Tubuilagi            | Fidji                           | 48 s 98 |            |
| 49   | 3     | 5     | Narek Ghukasyan              | Arménie                         | 49 s 70 | (SB)       |
| −    | 2     | 8     | Nery Brenes                  | Costa Rica                      | (DQ)    | R 163.3(a) |
| −    | 4     | 6     | Steven Gayle                 | Jamaïque                        | (DQ)    | R 163.3(a) |
| −    | 6     | 2     | Emmanuel Dasor               | Ghana                           | (DNS)   |            |

## Légende
Records et Performances
- AR : Record continental (area record)
- CR : Record des championnats (championship record)
- MR : Record du meeting (meet record)
- NR : Record national (national record)
- OR : Record olympique (olympic record)
- PR : Record paralympique (paralympic record)
- PB : Record personnel (personal best)
- SB : Meilleure performance personnelle de la saison (season's best)
- WL : Meilleure performance mondiale de l'année (world leader)
- WJR : Record du monde junior (world junior record)
- WR : Record du monde (world record)

Circonstances et Conditions
- DNF : N'a pas terminé (did not finish)
- DNS : N'a pas pris le départ (did not start)
- DQ : Disqualification (disqualification)
- NM : Aucun essai valable enregistré (No Mark)
- Q : Qualifié « directement » au prochain tour (ou à la prochaine compétition), lors d'une compétition majeure, grâce au classement ou à la réalisation des minima (automatic qualifier)
- q : Qualifié au prochain tour (ou à la prochaine compétition), lors d'une compétition majeure, grâce au repêchage ou à la réalisation de l'une des meilleures performances parmi celles des « non qualifiés directement » (grâce au meilleur temps ou à la meilleure distance par exemple) (secondary qualifier)